# Ernesto Contreras Vázquez
Ernesto Antonio Contreras Vázquez (Medrano, província de Mendoza, 19 de juny de 1937 – Mendoza, 25 d'octubre de 2020) va ser un ciclista argentí que combinà el ciclisme en pista amb la carretera. Va guanyar tres cops el campionat nacional en ruta i vuit el de persecució. Va participar en els Jocs Olímpics de 1960, 1964 i 1968.
Contreras va morir l'octubre de 2020, després d'haver estat hospitalitzat per un atac de cor i també va donar positiu a COVID-19.

## Palmarès en ruta
- 1958
  - 1r a la Mendoza-San Juan
- 1959
  -  Campió de l'Argentina en ruta
- 1962
  - 1r a la Mendoza-San Juan
- 1964
  - 1r a la Mendoza-San Juan
- 1970
  -  Campió de l'Argentina en ruta
- 1971
  -  Campió de l'Argentina en ruta

## Palmarès en pista
- 1956
  -  Campió de l'Argentina en persecució
- 1957
  -  Campió de l'Argentina en persecució
- 1958
  -  Campió de l'Argentina en persecució
- 1959
  -  Campió de l'Argentina en persecució
- 1960
  -  Campió de l'Argentina en persecució
- 1961
  -  Campió de l'Argentina en persecució
  -  Campió de l'Argentina en quilòmetre
- 1962
  -  Campió de l'Argentina en persecució
- 1963
  -  Campió de l'Argentina en persecució